# Sandra Smisek
Sandra Smisek, född 3 juli 1977 i Frankfurt, är en tysk tidigare fotbollsspelare (mittfältare och anfallare). 
Smisek spelade sedan 2005 i 1. FFC Frankfurt i den tyska ligan och var sedan 1995 med i det tyska landslaget. 
Smisek var med i det tyska landslag som 2003 blev världsmästare i fotboll. Hon har även tre gånger blivit europamästare (1997, 2001 och 2005). Hon vann brons vid olympiska sommarspelen 2008 i Peking.